# Prionispa fulvicollis
Prionispa fulvicollis és una espècie d'insecte coleòpter de la família Chrysomelidae. Va ser descrit científicament per primera vegada el 1830 per Guérin-Méneville.